# Ludwig Herrig
Friedrich Christian Ludwig Herrig (* 12. Mai 1816 in Braunschweig; † 17. Januar 1889 in Berlin) war ein deutscher Gymnasiallehrer und Neuphilologe.

## Leben
Herrig besuchte das Braunschweiger Katharineum und absolvierte 1834 am Collegium Carolinum das Abitur. Anschließend studierte er bis 1837 evangelische Theologie und Altphilologie in Göttingen und Halle. Er fühlte sich jedoch zeit seines Lebens dem Erwerb moderner Fremdsprachen und der wissenschaftlichen Auseinandersetzung mit deren Literatur verpflichtet.
Als Lehrer unterrichtete er in Elberfeld und ab 1851 an der Friedrich-Werdersche-Gewerbeschule in Berlin. 1854 erhielt er die neusprachliche Hauptlehrerstelle am Friedrichs-Gymnasium und -Realschule, an der er dann von 1863 bis 1878 unterrichtete, wurde daneben im April 1853 als Oberlehrer an der Königl. Kadettenanstalt in Berlin-Lichterfelde angestellt und im Februar 1854 etatmäßiger Professor. Sein großes Anliegen war die Verbesserung des Literatur- und Sprachunterrichts. Deshalb engagierte er sich für die entsprechende Förderung und Weiterbildung von Pädagogen. 1846 gründete er zusammen mit Heinrich Viehoff die Zeitschrift Archiv für das Studium der neueren Sprachen und Literaturen.
Um die moderne Philologie als eigenständige Wissenschaft zu etablieren, gründete er 1857 für Lehrer, Hochschuldozenten und andere Interessierte eine Diskussionsplattform: die Berliner Gesellschaft für das Studium der Neueren Sprachen und Literaturen. Die Herrigsche Gesellschaft ist die älteste neuphilologische Gesellschaft Deutschlands.
Herrig trat 1839 der Freimaurerloge Carl zur gekrönten Säule in Braunschweig bei, später wurde er Mitglied der Berliner Loge Friedrich Wilhelm zur gekrönten Gerechtigkeit. Von 1873 an war er 16 Jahre lang Großmeister der Großen Loge von Preußen genannt Royal York zur Freundschaft. Mit seiner liberalen Gesinnung war er mitverantwortlich für eine Änderung des Grundgesetzes der Großloge, die es ermöglichte, auch Juden aufzunehmen.
Ludwig Herrig starb 1889 im Alter von 72 Jahren in Berlin und wurde auf dem Alten St.-Matthäus-Kirchhof in Schöneberg beigesetzt. Das Grab ist nicht erhalten geblieben.

## Werke
Seine 1850 erschienene Publikation The British Classical Authors erreichte 1889 die 65. Auflage. Die 1905 von Max Förster überarbeitete Version kam dann 1930 auf die 100. Auflage. 1947 wurde das Werk neu herausgegeben und erschien 1966 in vollständiger Neubearbeitung als British and American Classical Poems.